# Hipozeuksa
Hipozeuksa  je retorički pojam za izraz ili rečenicu u kojoj svaki subjekt ima svoj predikat i obrnuto. Ako se iste riječi ponavljaju u svakoj rečenici, to je također primjer anafore.

## Primjer
- Parovi su šetali, djeca su se igrala, roditelji su sjedili, psi su trčkarali, sunce je sjalo nad parkom.